# Somebody (canción de Bridgit Mendler)
«Somebody» —en español: «Alguien»— es una canción interpretada por la artista pop estadounidense Bridgit Mendler para la banda sonora Lemonade Mouth, la banda sonora de la película de televisión del mismo nombre de Disney Channel. Fue escrito por Lindy Robbins y Reed Vertelney y lanzado como el primer sencillo del álbum el 4 de marzo de 2011 a través de Walt Disney Records. En su primera semana, el tema vendió 6000 copias en los Estados Unidos de acuerdo a Nielsen SoundScan.

## Antecedentes y composición
Somebody es el primer sencillo de la banda sonora Lemonade Mouth (2011), para la película de televisión del mismo nombre de Disney Channel. Fue producida por Reed Vertelney, quien también coescribió con Lindy Robbins. Musicalmente, la canción ocupa un lugar destacado de pop-rock que se ejecuta a través de un ritmo pop orientado. La voz de Mendler abarca desde F#3-D#5. Se estrenó en Radio Disney el 4 de marzo de 2011, alcanzando el puesto #10 en el Top 30 Countdown. En Disney Channel Latinoamérica se estrenó fue el 25 de junio de 2011 en Radio Disney.

## Recepción de la crítica
Kate Conrad que forma AOL dijo que la canción era sobre cómo convertir en algo amargo y dulce es una buena mezcla de rock y pop. O Pop Dust criticó la falta de consistencia en la producción de la canción, calificándola como poco atractivo: "La canción no es tan malo-es profesionalmente mediocre, en lo más mínimo, pero es difícil no desear que Disney había utilizado esta oportunidad en el al intento de humor el contingente de adolescentes de afuera. Algo que demostrar por lo menos la conciencia simbólica de la escuela secundaria misfitdom extiende más allá del poco goofier Jonas Brothers".

## Tabla de rendimiento
La canción ha debutado y alcanzó el puesto número 89 en los EE. UU. Billboard Hot 100 y el número 12 de la tabla EE. UU. Heatseekers.

## Video musical
Un vídeo musical con la letra fue lanzado en el sitio web de Disney más tarde ese mismo día. El 18 de marzo de 2011, el vídeo musical oficial de la canción se estrenó el Disney Channel en un programa especial con temática de baile de The Suite Life on Deck. En Disney Channel Latinoamérica el video se estrenó el 25 de junio de 2011 durante un episodio de ¡Buena Suerte, Charlie!.

## Lista de canciones
- Descarga digital

1. «Somebody Else» — 3:28

## Tabla de rendimiento
| Listas (2011)                         | Máxima posición |
| ------------------------------------- | --------------- |
| EE. UU. Billboard Hot 100             | 89              |
| EE. UU. Radio Disney Top 30 Countdown | 10              |
| EE. UU. Billboard Top Heatseekers     | 12              |

## Historial del lanzamiento
| País           | Fecha               | Formato          | Discográfica        |
| -------------- | ------------------- | ---------------- | ------------------- |
| Estados Unidos | 4 de marzo de 2011  | Descarga digital | Walt Disney Records |
| Reino Unido    | 15 de abril de 2011 | Descarga digital | Walt Disney Records |